# Прямоугольник

Прямоугольник 5 на 4

Прямоугольник — четырёхугольник, у которого все углы прямые (равны 90°).
Слово «прямоугольник» является переводом лат. rectangulus, которое, в свою очередь, представляет собой комбинацию лат. «rectus» (прямой, правильный) и лат. «angulus» (угол).
В евклидовой геометрии для того, чтобы четырёхугольник был прямоугольником, достаточно, чтобы хотя бы три его угла были прямые, тогда четвёртый угол в силу теоремы о сумме углов многоугольника также будет равен 90°.
В геометрии доказывается, что две прямые, перпендикулярные одной и той же третьей прямой,  параллельны между собой. Применив эту теорему к противоположным сторонам прямоугольника, перпендикулярным смежным с ними сторонам, получаем, что противоположные стороны прямоугольника параллельны, поэтому каждый прямоугольник является параллелограммом.
В неевклидовой геометрии, где сумма углов четырёхугольника не равна 360°, прямоугольников в указанном приведённым определением смысле не существует, однако можно определить их обобщения.

## Свойства

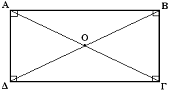
Диагонали прямоугольника

- Противоположные стороны прямоугольника равны.
- Стороны прямоугольника являются его высотами. Середины сторон прямоугольника образуют ромб.
- У прямоугольника есть две оси симметрии — это прямые, проходящие через середины противоположных сторон.
- Диагонали прямоугольника равны.
- Диагонали прямоугольника делятся точкой пересечения пополам.
- Квадрат диагонали прямоугольника равен сумме квадратов двух его смежных сторон (по теореме Пифагора).
- Около любого прямоугольника можно описать окружность, причём диагональ прямоугольника равна диаметру описанной окружности (радиус равен полудиагонали).

## Площадь

Площадь прямоугольника

Длиной прямоугольника называют длину более длинной пары его сторон, а шириной — длину более короткой пары сторон.
- Площадь прямоугольника равна произведению длины прямоугольника на его ширину.
- Периметр прямоугольника равен удвоенной сумме длин его ширины и длины.

## Место в планиметрии
Прямоугольник можно рассматривать:
- как параллелограмм, у которого один из углов прямой (тогда, по свойствам параллелограмма, и смежные с ним углы будут прямыми);
- как трапецию, у которой углы при основании прямые.

Параллелограмм является прямоугольником, если выполняется любое из условий:
- Если параллелограмм имеет (по меньшей мере один) прямой угол
- Если в параллелограмме ABCD треугольники ABD и DCA являются конгруэнтными.
- Если диагонали параллелограмма равны.
- Если квадрат диагонали параллелограмма равен сумме квадратов смежных сторон.
- Если все углы параллелограмма равны.
- Если параллелограмм имеет (хотя бы одну) ось симметрии, перпендикулярную его стороне.

Важным частным случаем прямоугольника является квадрат, отличающийся тем, что у него равны не только углы, но и все стороны. Каждый квадрат- прямоугольник, но не каждый прямоугольник- квадрат.

## В искусстве
Благодаря своей симметрии, прямоугольники широко применяются в орнаментах, мозаиках и паркетах.

## Неевклидова геометрия

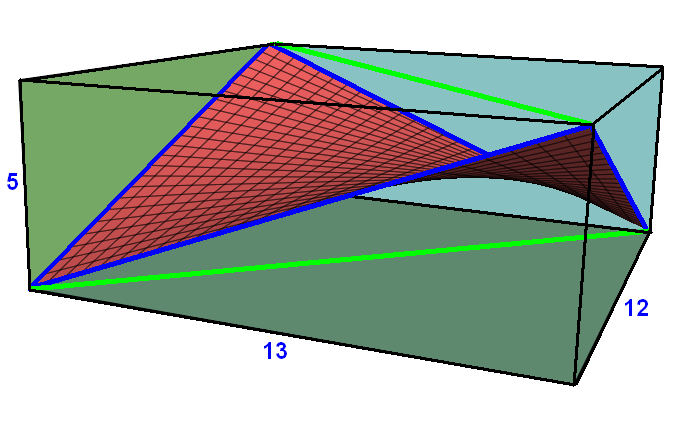
Седловидный прямоугольник имеет 4 непланарных вершины В этом примере показаны 4 синих края прямоугольника и две зеленые диагонали, каждая из которых является диагональю прямоугольных граней.

В сферической геометрии сферический прямоугольник представляет собой фигуру, чьи четыре ребра большой окружности дуги, которые встречаются под равными углами больше 90 °. Противоположные дуги равны по длине. Поверхность сферы в евклидовой геометрии является неевклидовой поверхностью в смысле эллиптической геометрии. Сферическая геометрия — это простейшая форма эллиптической геометрии.
В эллиптической геометрии эллиптическая прямоугольник представляет собой фигуру в эллиптической плоскости, четыре ребра эллиптические дуги , которые встречаются под равными углами больше (90°). Противоположные дуги равны по длине.
В гиперболической геометрии гиперболической прямоугольник представляет собой фигуру в гиперболической плоскости, четыре ребра гиперболические дуги , которые встречаются под равными углами (менее 90°). Противоположные дуги равны по длине.